# Густав Ман
Густав Ман (на немски: Gustav Mann) е германски ботаник, изследовател на Африка.

## Биография
Роден е на 20 януари 1836 година в Хановер, Кралство Хановер. През 1859 година е назначен на работа в Кралската ботаническа градина в Лондон. Една година по-късно е командирован в експедицията на Уилям Балфур Бейки, която изследва реките Нигер и Бенуе, но по стечения на обстоятелствата не успява да се включи в работата ѝ и от 1860 до 1863 година извършва самостоятелни изследвания на високопланинската флора в Екваториална Африка. Изследва островите Фернандо По (Франсиско Масиас Нгуема, 2017 км2), Сан Томе (946 км2) и Принсипи, а също така и континенталната част на Екваториална Гвинея.
През януари и февруари 1861 година предприема рекогносцировка на ниските склонове на вулкана Камерун, а през декември щурмува главния конус – Фако, или Монго ма Лоба (планина на боговете). На 3 януари 1862 г. пръв достига най-високата точка на масива (4070 м). В края на януари същата година Ман повтаря изкачването си, но този път съвместно с Ричард Франсис Бъртън. През ноември и декември 1862 година продължава изследванията си по склоновете на планината и се изкачва на южния по-нисък връх Етинде.
Богатите ботанически колекции, събрани от Ман, са съществен принос за изучаването на африканската флора. Те показват значителната близост на високопланинската флора на Камерун с тази на вулканичните острови в Гвинейския залив и вече известната на европейската наука флора на Етиопската планинска земя.
Умира на 22 юни 1916 година в Мюнхен на 80-годишна възраст.